# Maternale overerving
Maternale overerving is een niet-Mendeliaanse vorm van overerving waarbij een kenmerk of een ziekte alleen via de moeder overgeërfd wordt. Dit is dan te zien in een stamboom, waarbij men ziet dat mannen de ziekte of het kenmerk nooit doorgeven, terwijl vrouwen dit wel (kunnen) doen.
Het tegenovergestelde van maternale overerving is paternale overerving.

## Mechanismen
Maternale overerving kan veroorzaakt worden door:
- een afwijking in het DNA van de mitochondriën (mtDNA).
- een gen dat door inprenting beïnvloed wordt.